# والفابریکا
والفابریکا (به ایتالیایی: Valfabbrica) یک کومونه در ایتالیا است که در استان پروجا واقع شده‌است.

## خصوصیات
والفابریکا ۹۲٫۰۶ کیلومترمربع مساحت و ۳٬۵۲۰ نفر جمعیت دارد و ۲۸۹ متر بالاتر از سطح دریا واقع شده‌است.